# Plaza de Bolívar (Santa Marta)
La plaza de Bolívar es el principal espacio público abierto de Santa Marta, capital del departamento colombiano del Magdalena. Está ubicada en el sector antiguo de la ciudad, entre las carreras 1 y 3 y las calles 14 y 15. 

## Historia
Al ser Santa Marta una de las primeras ciudades de América, su plaza fue el modelo urbano que el Imperio español siguió en sus territorios americanos y alrededor de la cual se levantaron las primeras casas y la sede del gobierno. 
Su orientación hacia la bahía buscaba facilitar la huida de los colonos españoles, que estaban colonizando el interior y temían la respuesta de las poblaciones locales.
Primero se llamó plaza de Armas porque al lado había un cuartel de infantería. Tras la independencia, fue renombrada plaza de la Constitución. Su nombre actual se debe a que allí fue velado en cámara ardiente el cadáver de Simón Bolívar.

## Monumentos y alrededores
La plaza alberga en su centro una réplica de una estatua ecuestre de Bolívar diseñada por el escultor italiano Adamo Tadolini. En su costado oriental se encuentra la Fuente de las cuatro caras, diseñada y elaborada en Italia e instalada en la plaza a mediados del siglo XIX.
En su costado norte se encuentran la Biblioteca del Banco de la República, la Casa de la Aduana (actual Museo Tairona) y la Alcaldía (Antigua Casa Consistoria). En su costado oriental se encuentra el Edificio de Los Bancos, de estilo moderno. 
Al sur hay algunas sedes bancarias, el hotel República y casas tradicionales, la torre del BBVA y los edificios del Ministerio de Trabajo y de Pevesca. Por último, en su costado occidental se encuentra el camellón con la estatua del fundador Rodrigo de Bastidas, que da al mar Caribe.

## Galería

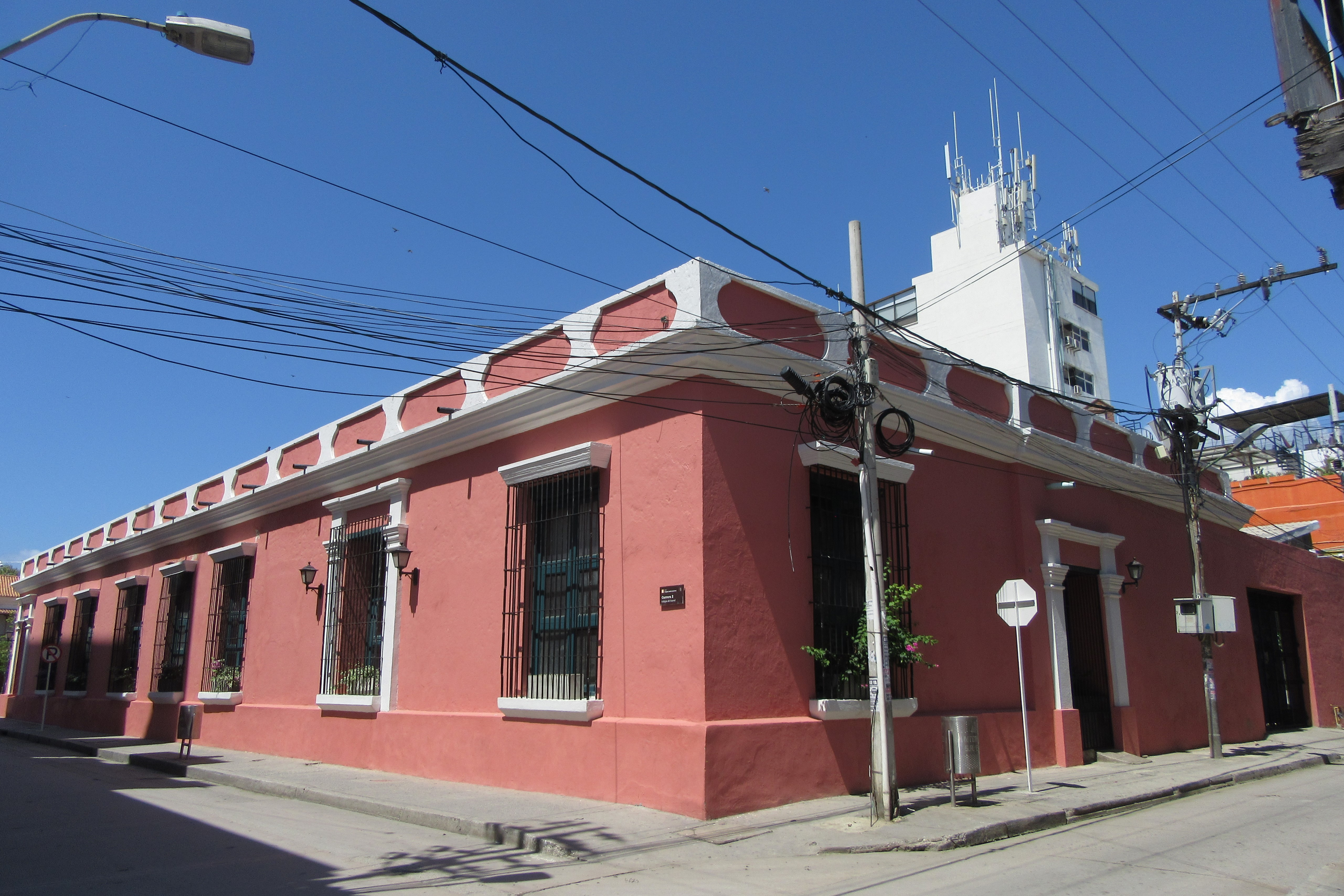
Hotel República
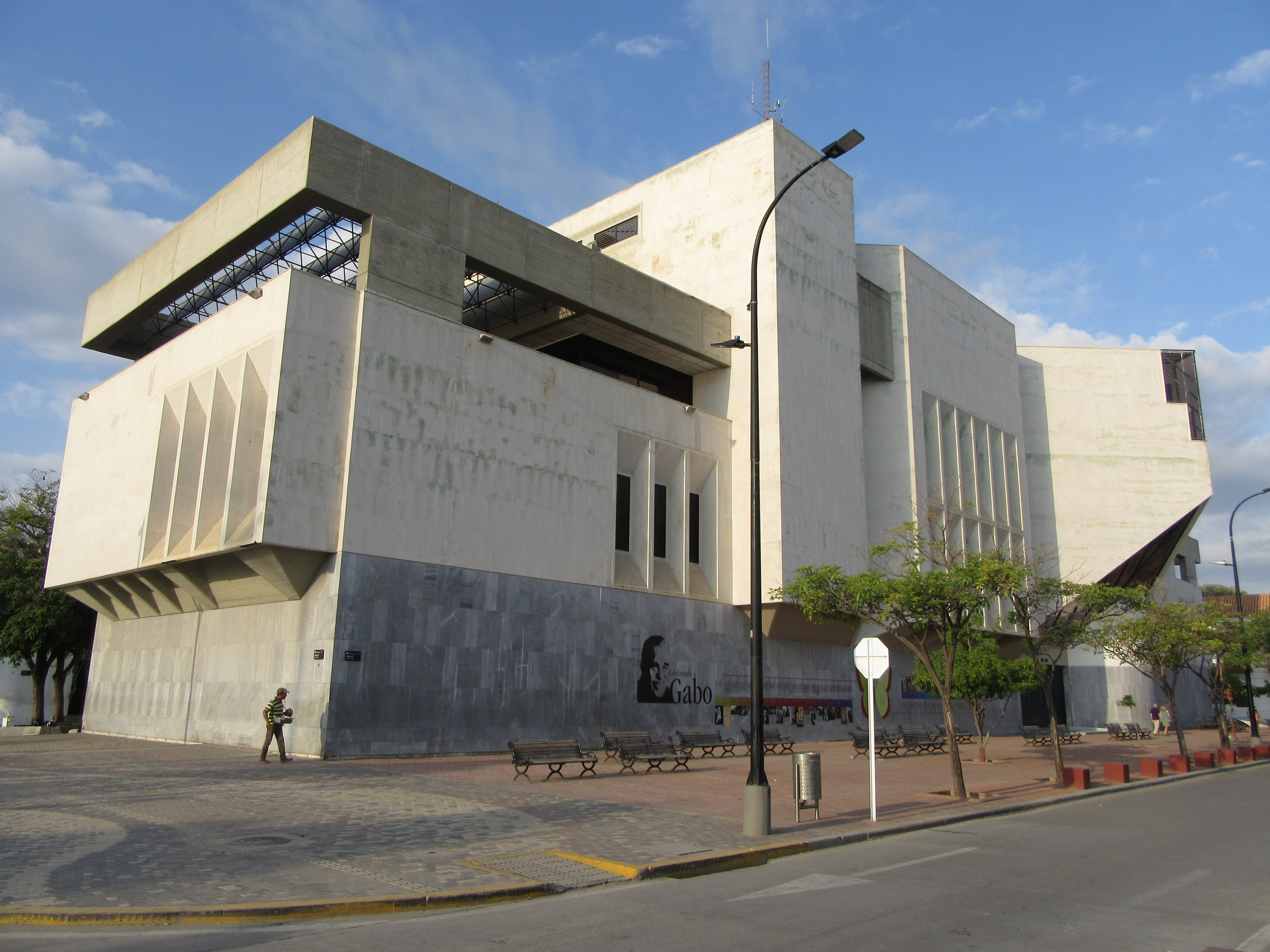
Biblioteca Banco de la República
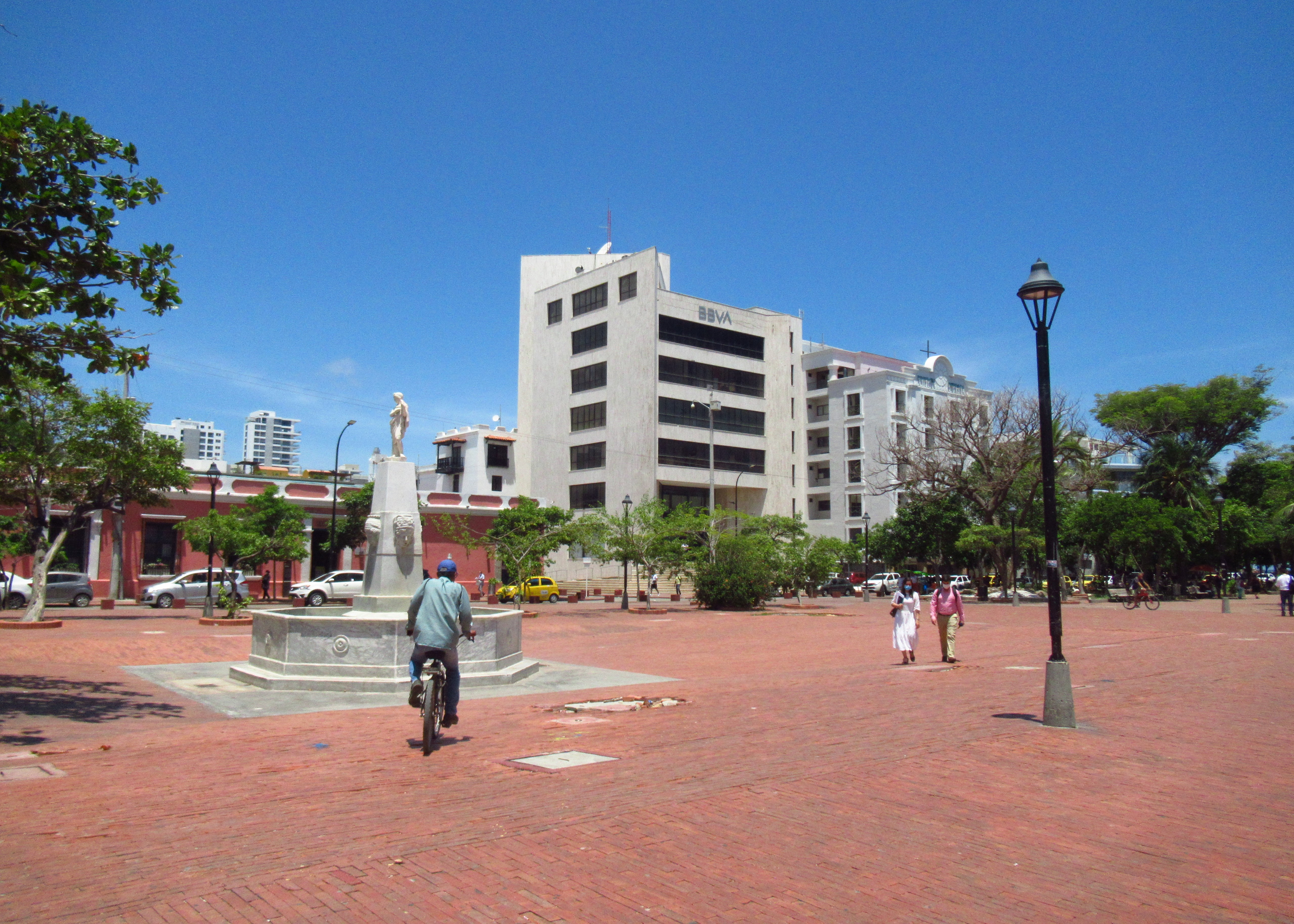
Torre BBVA
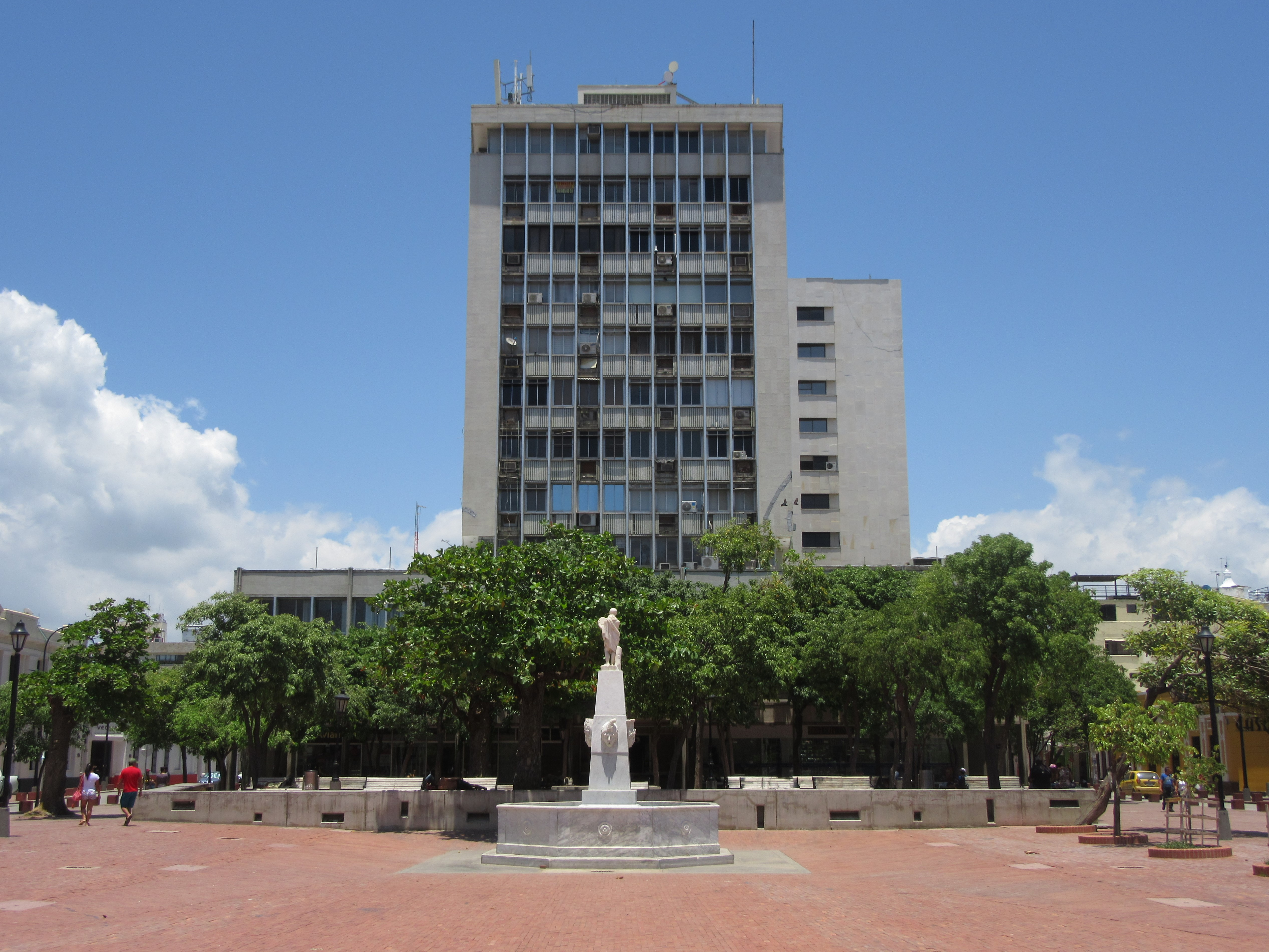
Edificio de los Bancos
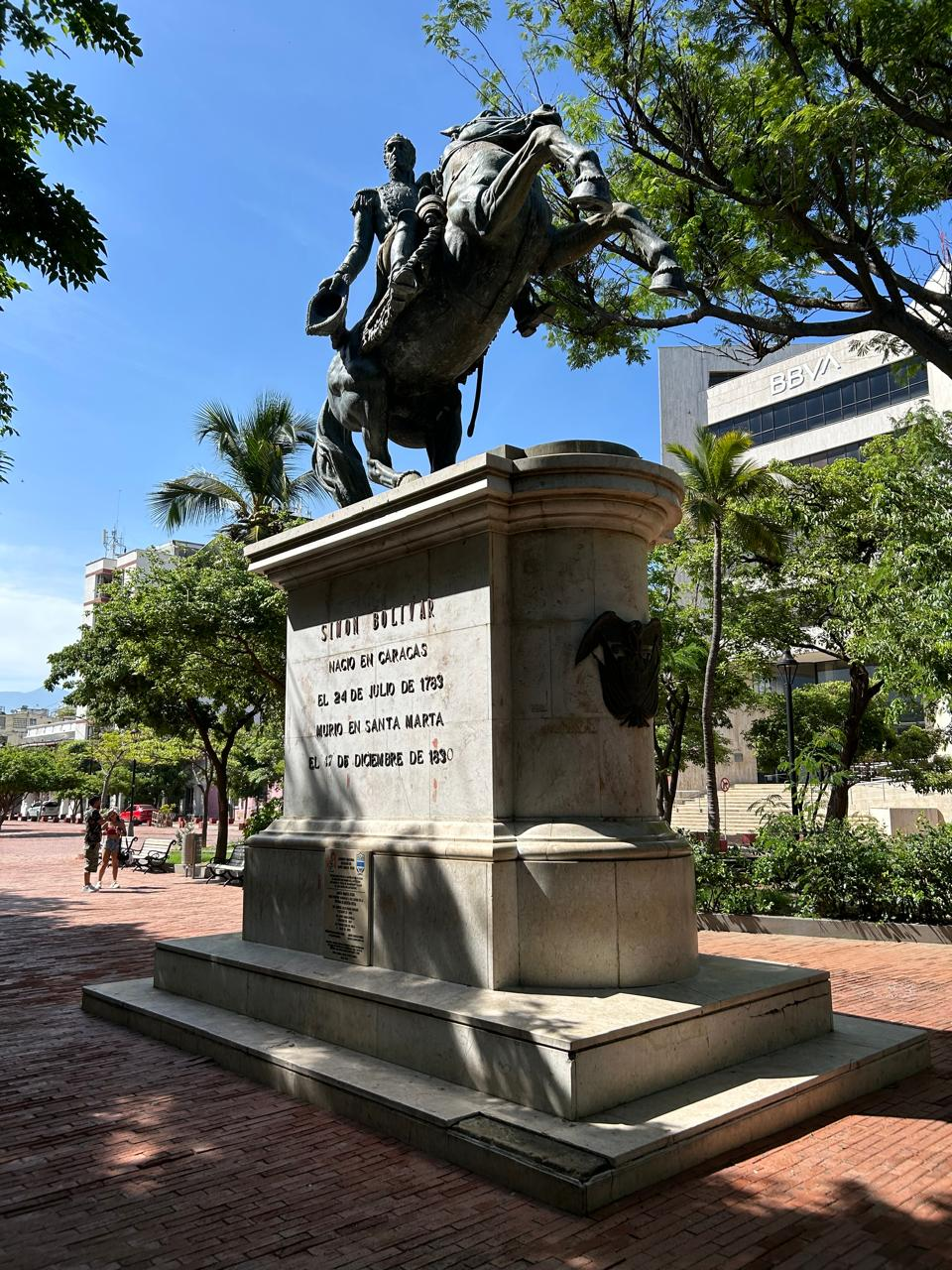
Estatua ecuestre de Simón Bolívar
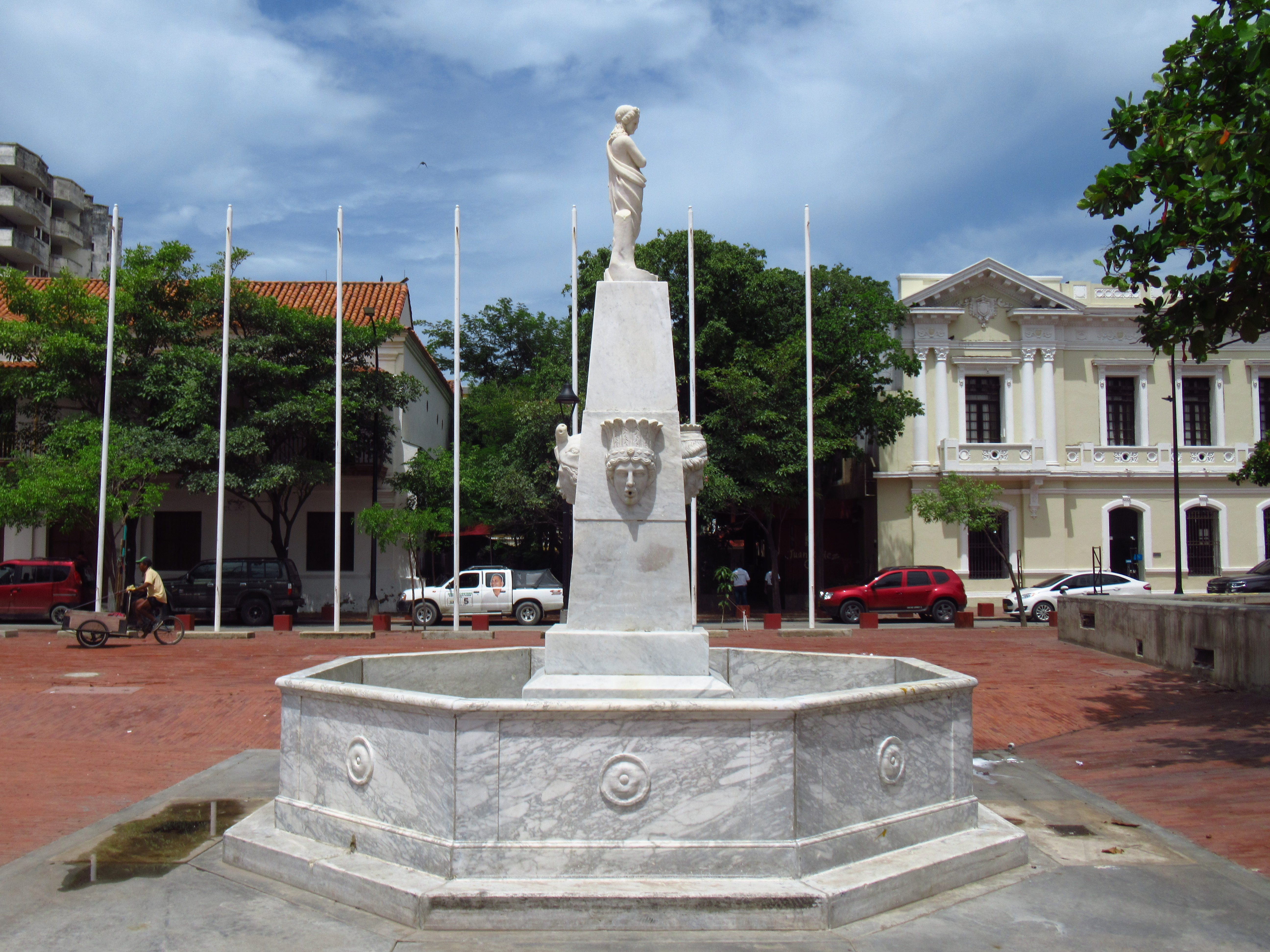
Fuente de las cuatro caras
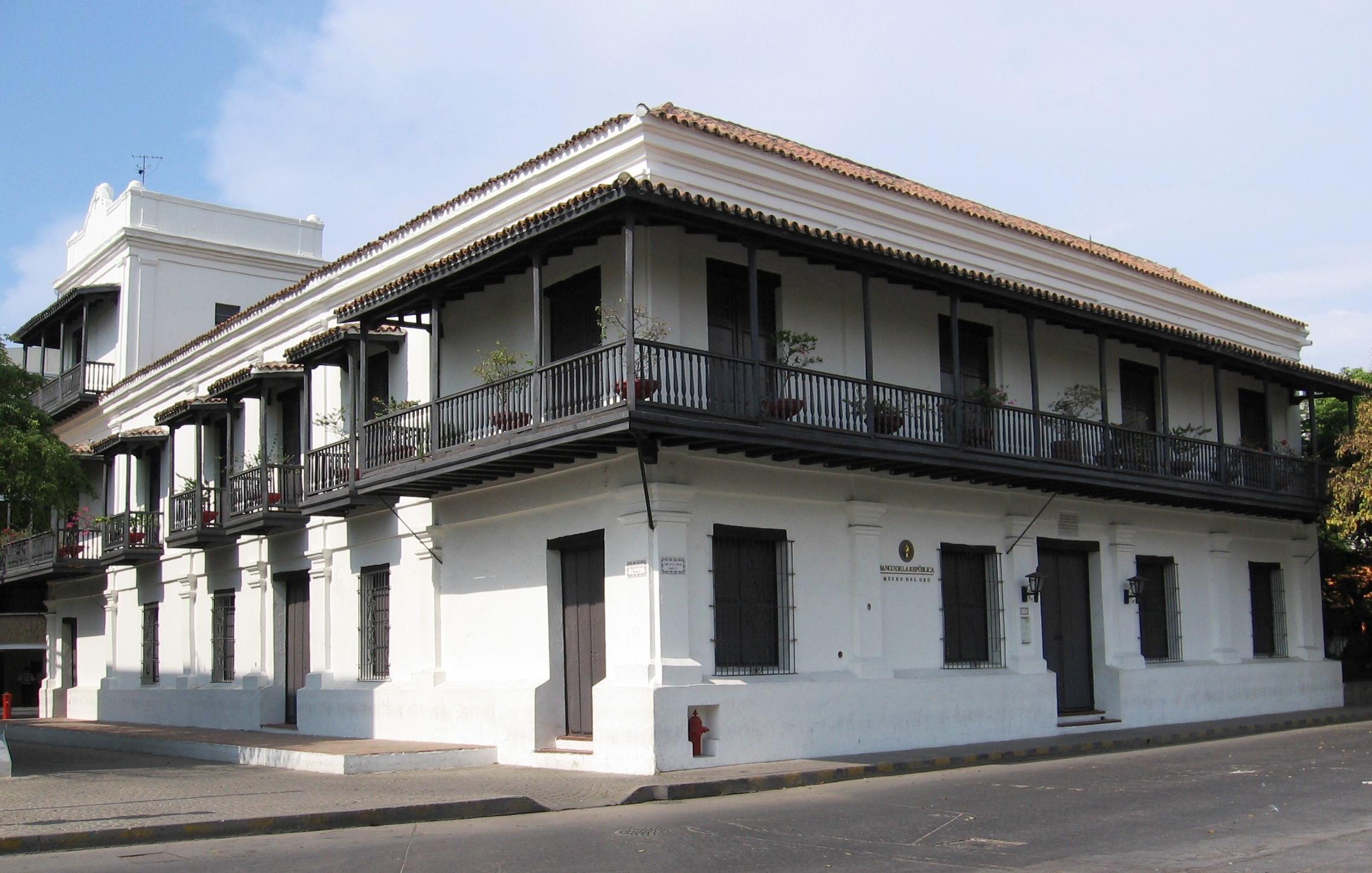
Casa de la Aduana
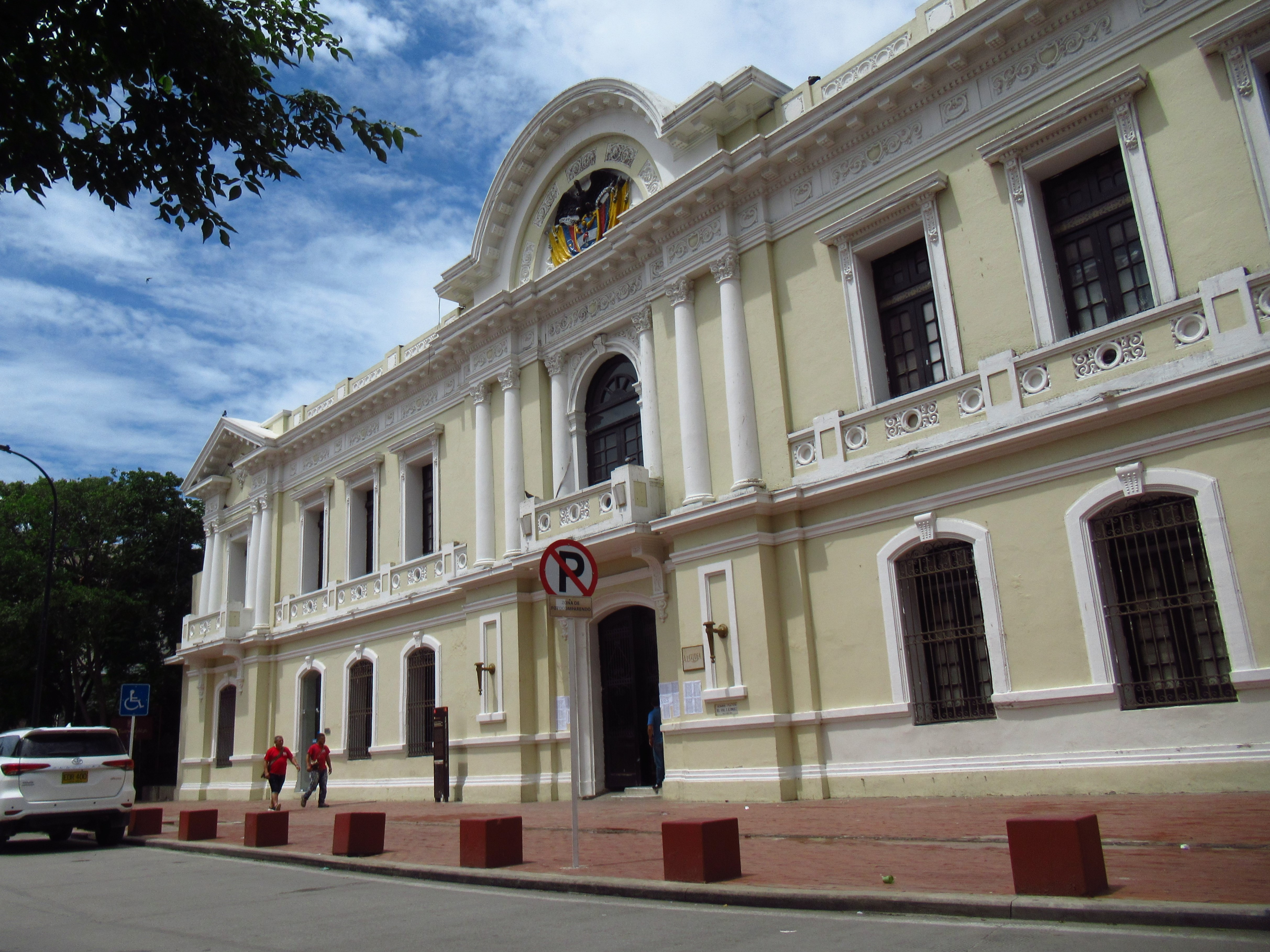
Alcaldía